# Monnina itapoanensis
Monnina itapoanensis är en jungfrulinsväxtart som beskrevs av F.M.S. Vianna och M.C.M. Marques. Monnina itapoanensis ingår i släktet Monnina och familjen jungfrulinsväxter. Inga underarter finns listade i Catalogue of Life.